# Bukowie (Trzebniów)
Bukowie (431 m) – wzniesienie we wsi Trzebniów w województwie śląskim, w powiecie myszkowskim, w gminie Niegowa. Pod względem geograficznym znajduje się na Wyżynie Częstochowskiej.
Bukowie to w większości porośnięte lasem wzniesienie na wschodnim krańcu wsi Trzebniów, przy granicy z Czatachową. Duża, zarastająca już polana znajduje się tylko w szczytowych partiach wzniesienia. Szczyt Bukowia zwieńczony jest wapienną skałą z krzyżem. Na Bukowiu są jeszcze liczne inne skały. Na dwóch z nich uprawiana jest wspinaczka skalna. Są to skały Bukowie, znajdująca się tuż poniżej szczytu, i Tadzikowa na północnym stoku wzniesienia. W skałach są liczne jaskinie: Jaskinia Płaska, Jaskinia Trzebniowska, Koleba pod Jaskinią Trzebniowską, Okap w Bukowiu Pierwszy, Okap w Bukowiu Drugi, Okap pod Jaskinią Trzebniowską, Rozpadlina w Bukowiu Pierwsza, Rozpadlina w Bukowiu Druga, Schronisko między Wantami w Bukowiu, Schronisko na Półce pod Jaskinią Trzebniowską, Schronisko naprzeciw Jaskini Trzebniowskiej, Schronisko obok Jaskini Trzebniowskiej, Schronisko Płaskie w Bukowiu, Schronisko pod Krzyżem w Bukowiu, Schronisko Podparte w Bukowiu, Schronisko Potrójne pod Jaskinią Trzebniowską, Schronisko w Baszcie pod Bukowiem Pierwsze, Schronisko w Baszcie pod Bukowiem Drugie, Schronisko w Walasówce Pierwsze, Schronisko w Walasówce Drugie, Schronisko z Kominkiem w Bukowiu.
Przez przełęcz między wzniesieniami Bukowie i Wilcza Góra prowadzi asfaltowy szlak rowerowy (Siedlecka Droga). Na przełęczy znajduje się figurka z krzyżem.

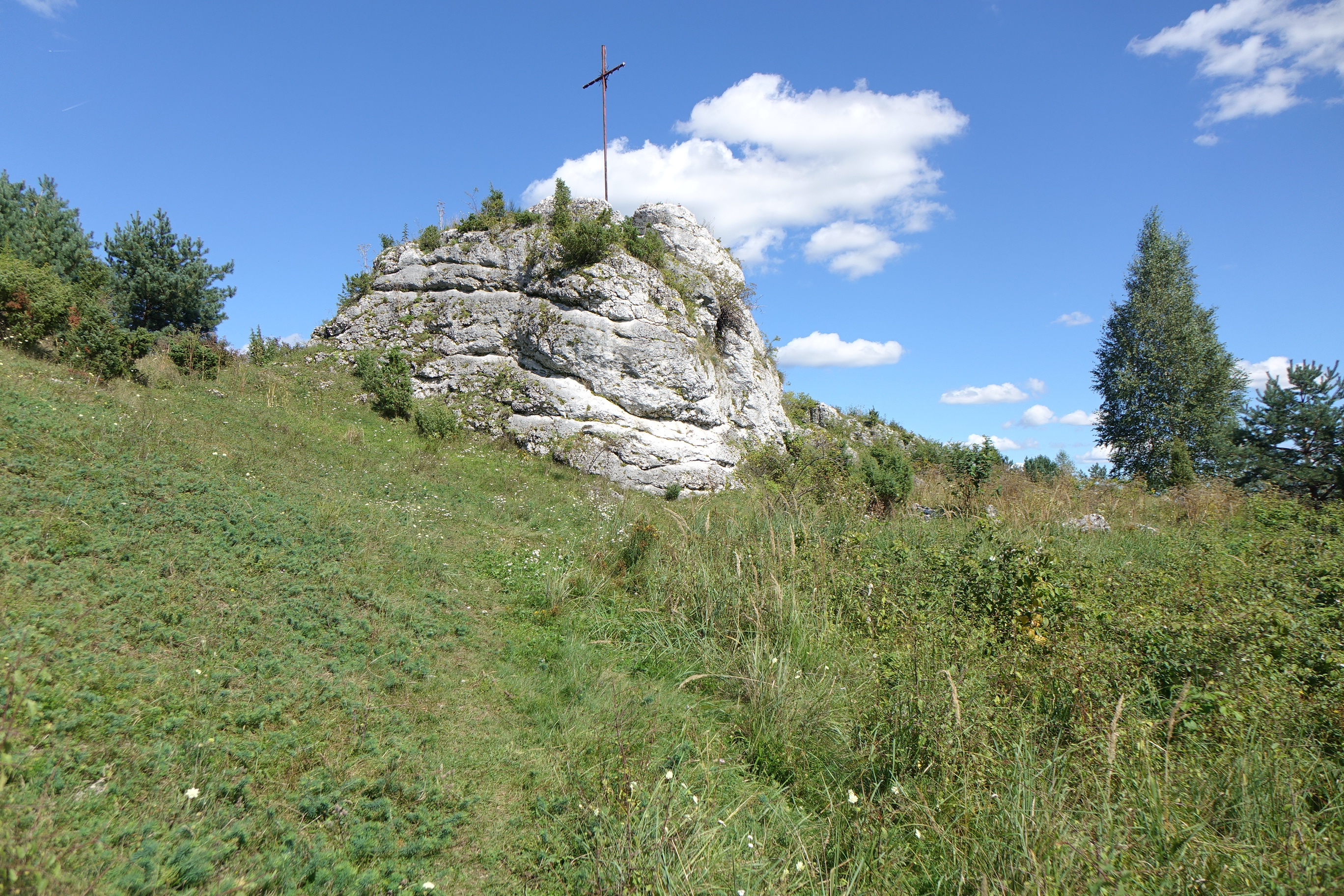
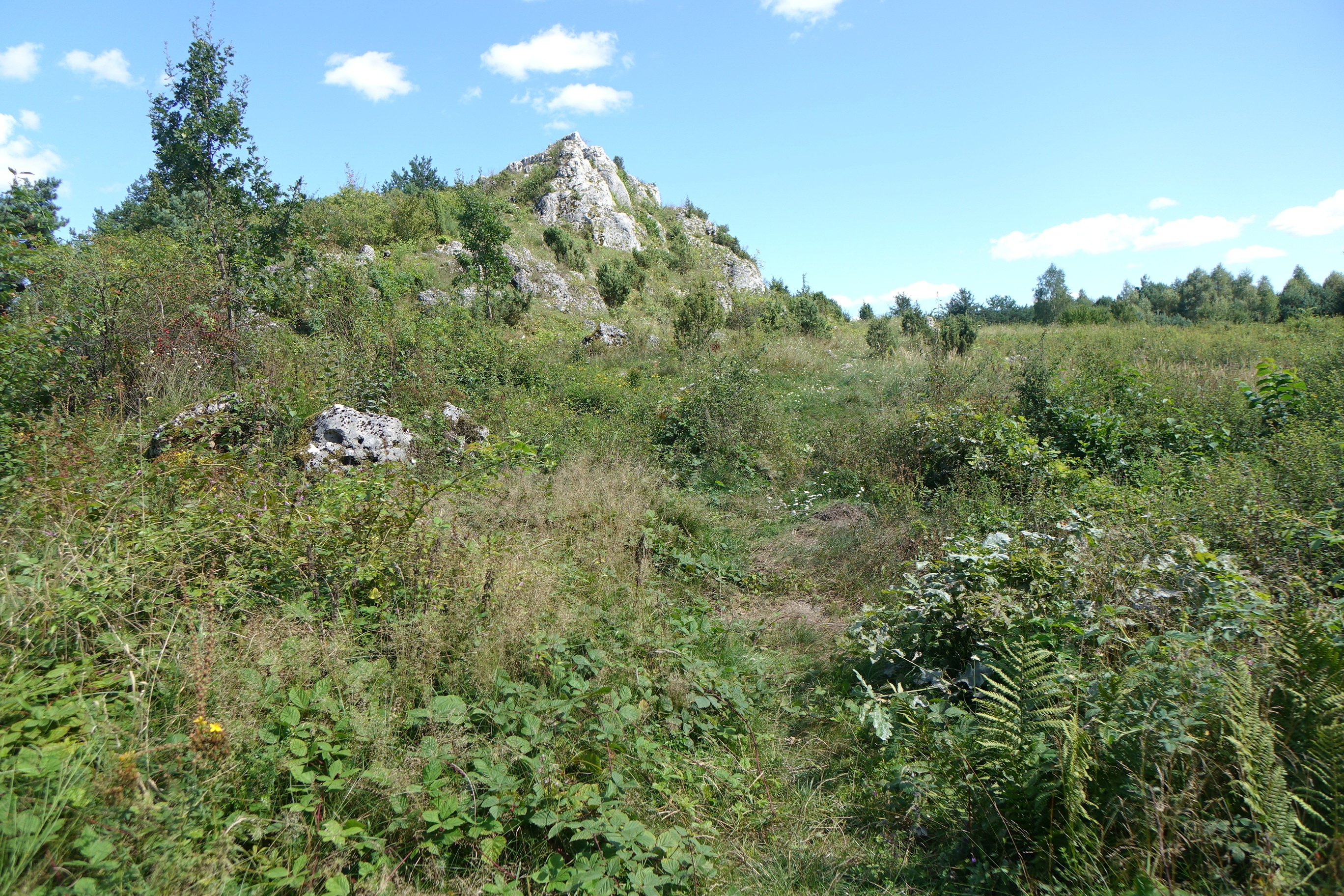
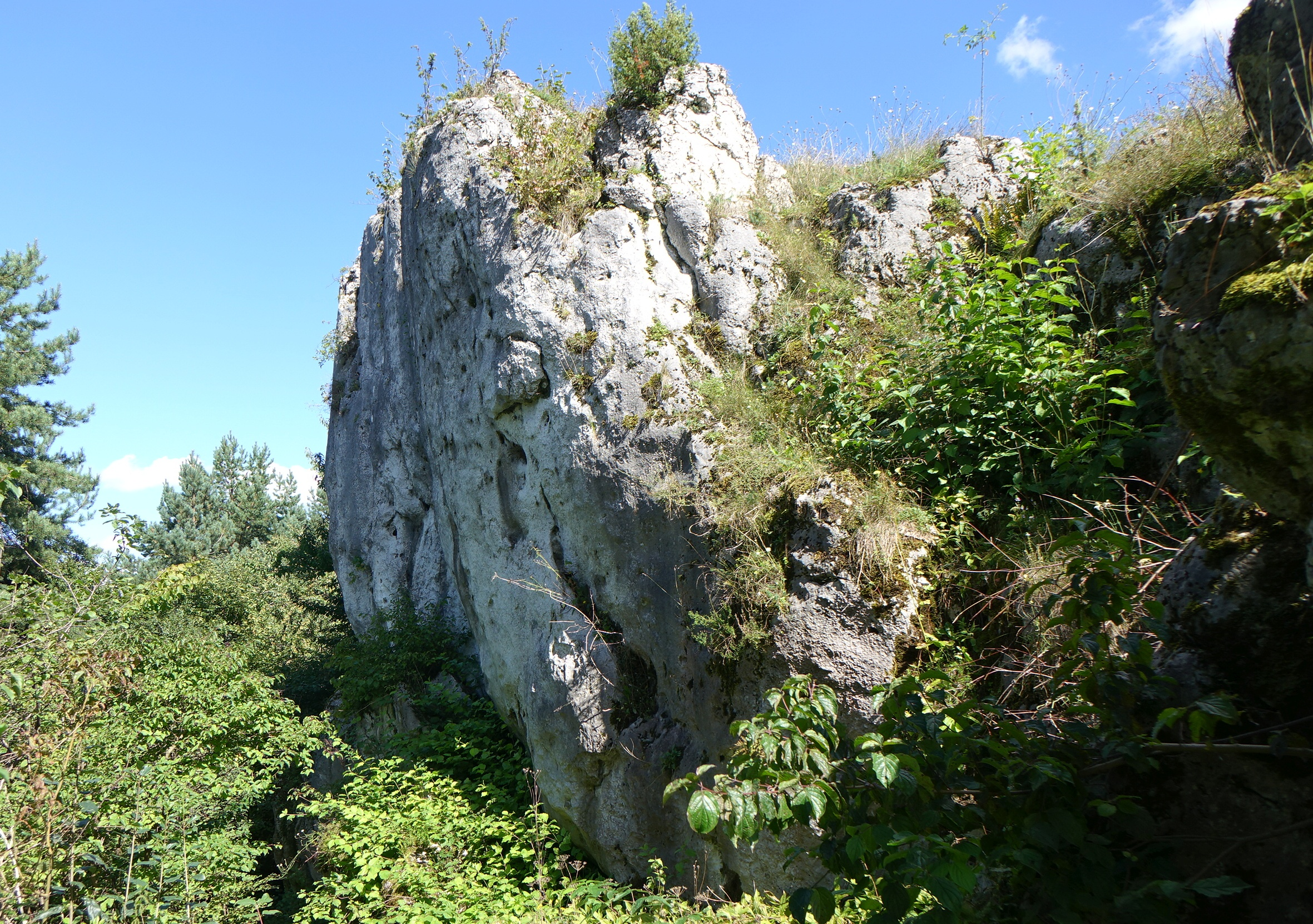